# 룩셈부르크 공자 로베르
룩셈부르크 공자 로베르(Prince Robert of Luxembourg, Prince of Bourbon-Parma, Prince of Nassau, 1968년 8월 14일 ~ )는 룩셈부르크 대공가의 일원이다. 그는 룩셈부르크의 현 대공인 앙리의 부계 1촌이다.
로베르 공자는 현재 그의 외증조부인 클라렌스 딜런이 설립한 프랑스 와인 회사인 도메인 클라렌스 딜런의 회장이다. 2024년 1월 현재 로베르 공자는 룩셈부르크 대공위 계승 서열 14위이다.